# Mister Global
Ne doit pas être confondu avec Mister Monde ou Manhunt international.
Mister Global est un concours de beauté masculin créé en 2014 par l'homme d'affaires thaïlandais Pradit Pradinut.

## Gagnants
| Année | Pays               | Mister Global               | Titre national                   | Lieu                         | Nombre de candidats |
| 2014  | Birmanie           | Myat Thuya Lwin             | Mister Global Birmanie           | Nakhon Ratchasima, Thaïlande | 16                  |
| 2015  | Viêt Nam           | Nguyễn Văn Sơn              | Mister Global Vietnam            | Bangkok, Thaïlande           | 21                  |
| 2016  | République tchèque | Tomáš Martinka              | Mister Global République Tchèque | Chiang Mai, Thaïlande        | 30                  |
| 2017  | Brésil             | Pedro Henrique Gicca        | Mister Global Brésil             | Chiang Mai, Thaïlande        | 28                  |
| 2018  | États-Unis         | Dario Duque                 | Mister Global USA                | Bangkok, Thaïlande           | 38                  |
| 2019  | Corée du Sud       | Jongwoo Kim                 | Mister Global Corée du Sud       | Bangkok, Thaïlande           | 38                  |
| 2021  | Espagne            | Miguel Ángel Lucas Carrasco | Mister Global Espagne            | Maha Sarakham, Thaïlande     | 33                  |
| 2021  | Viêt Nam           | Danh Chiếu Linh             | Mister Global Vietnam            | Maha Sarakham, Thaïlande     | 33                  |
| 2022  | Cuba               | Juan Carlos Ariosa          | Mister Global Cuba               | Chiang Mai, Thaïlande        | 39                  |
| 2023  | Inde               | Jason Dylan Bretfelean      | Rubaru Mister Inde Global        | Maha Sarakham, Thaïlande     | 36                  |
| 2024  | Philippines        | Daumier Corilla             | Mister Global Philippines        | Bangkok, Thaïlande           | 32                  |

Nombre de victoires par pays
| Pays               | Titres | Années     |
| Viêt Nam           | 2      | 2015, 2021 |
| Birmanie           | 1      | 2014       |
| République tchèque | 1      | 2016       |
| Brésil             | 1      | 2017       |
| États-Unis         | 1      | 2018       |
| Corée du Sud       | 1      | 2019       |
| Espagne            | 1      | 2021       |
| Cuba               | 1      | 2022       |
| Inde               | 1      | 2023       |
| Philippines        | 1      | 2024       |

Prix Mister Global
| Year | Mr. Congeniality                   | Mr. Photogenic           | Meilleurs Costume national       | Mr. Internet Popularity           | Meilleurs Physique              | Meilleurs Talent                 | Meilleurs Model           | Mr. Charming Smile           | Choix du public                |
| 2017 | Corée du Sud - Sujae Yoo           | Chine - Shi Yu Quan      | Sri Lanka Menuka Alwis           | Birmanie - Paing Soe Tun          | Afrique du Sud - Gerrie Havenga | Viêt Nam - Thuận Nguyễn          | Espagne - Daniel Sanpedro | Philippines - Alfred Ventura |                                |
| 2016 | Guam - Jaren Guerrero              | Espagne - Chema Malavia  | Sri Lanka - Isuru Nagoda         | Philippines - Mark Louie Bornilla | Turquie - Umut Mirza            | Malaisie - Asyraf Nordin         | Inde - Prateek Baid       | Singapour - Noel Ng          | Thaïlande - Thawatchai Jaikhan |
| 2015 | France - Bryan Weber               | Tchéquie - Jakub Smirak  | Thaïlande - Apiwit Kunadireck    | Viêt Nam - Nguyen Van Son         | Porto Rico - José López         | Indonésie - Fajar Alamsyah Akbar | Corée du Sud - Yun The-ho |                              |                                |
| 2014 | Costa Rica - Felipe Mejía González | Viêt Nam - Nguyen Huu Vi | Indonésie - Andy Mukti Wicaksono | Sri Lanka - Sameera Weerasinghe   | Corée du Sud - Lee Jun-ho       | Kirghizistan - Ulan Omurbekov    |                           |                              |                                |

## Mister Global France
Candidats représentant la France à la compétition. Depuis 2023, la licence Mister Global France est détenue par Mister National.
| Année | Candidat               | Département ou région | Placement |
| 2014  | Nicolas Magnonnaud     | Bouches-du-Rhône      |           |
| 2015  | Bryan Weber            | Moselle               | 5e place  |
| 2016  | Jordane Reise          | Moselle               |           |
| 2021  | Morgan Damerval        | Seine-et-Marne        |           |
| 2022  | Maxime Klinger         | Alsace                |           |
| 2023  | Jessy Jaremczyk        | Centre-Val de Loire   |           |
| 2024  | Julien Didier (Backer) | Languedoc             |           |

### Prix spécial
- Mister Sympathie: Bryan Weber (2015)